# ベティ語
ベティ語（Beti language）はバントゥー語群に属する言語グループ（または、言語連続体）である。話者はベティ族の人々であり、かれらはカメルーン、コンゴ共和国、赤道ギニア、ガボン、サントメ・プリンシペの熱帯雨林地域に居住する。
ベティ語は民族性によりさらにいくつかに分割される。
- ファン語(Fang) fan - 1,027,900人（年）
- エウォンド語(Ewondo) ewo - 578,000人（1982年）
- ブル語(Bulu) bum - 858,000人（2007年）
- エトン語(Eton) eto - 52,000人（1982年）
- (Bebele) beb - 24,000人（1971年）
- (Bebil 別名Gbigbil) bxp - 6,000人（1991年）
- (Mengisa) mct - 20,000人（1979年）